# 无锡市精神卫生中心
31°35′37″N 120°13′39″E / 31.59353°N 120.22744°E
无锡市精神卫生中心，原无锡市同仁康复医院、无锡市第七人民医院，是中国江苏省的一所医院，为三级甲等医院，位于无锡市钱荣路154号。

## 沿革
2003年7月，根据无锡市编办安排，成立无锡市精神卫生中心，撤销无锡市第七人民医院与无锡市民政局下属的无锡市同仁医院建制，合并组成无锡市精神卫生中心。保留无锡市同仁医院牌子，并于11月5日正式挂牌。